# Hans Burkhardt (Politiker)

Hans Burkhardt

Hans Burkhardt (* 13. September 1891 in Landsberg am Lech; † 28. Mai 1948 in Inowrocław, Polen) war ein deutscher Politiker (NSDAP) und Tierarzt.

## Leben und Wirken

### Jugend und Weimarer Republik
Nach dem Besuch der Volksschule in Landsberg sowie des Gymnasiums in Schästlarn und Neuburg studierte Burkhardt von 1911 bis August 1914 Veterinärmedizin an der Universität München. Von 1914 bis 1918 nahm er am Ersten Weltkrieg teil, in dem er mit dem Alpenkorps und dem 1./II. des 6. Bayerischen Fußartillerie-Regiment eingesetzt wurde. Im Krieg wurde er mit dem Eisernen Kreuz II. Klasse und dem bayerischen Militär-Verdienstkreuz 1. Klasse mit Schwertern ausgezeichnet.
Von 1919 bis 1933 arbeitete Burkhardt als Tierarzt in Sontra. Seine Promotion zum Dr. med. vet. legte er Anfang Juli 1927 in Gießen vor.

### Zeit des Nationalsozialismus

#### Landrat in Fulda (1933 bis 1939)
Wenige Monate nach dem Machtantritt der Nationalsozialisten im Frühjahr 1933 wurde Burkhardt im Oktober 1933 zum Landrat des Landkreises Fulda ernannt, der NSDAP war er bereits zum 1. August 1928 beigetreten (Mitgliedsnummer 95.914). Er folgte auf den bei Nationalsozialisten unliebsam gewordenen Landrat Heinrich von Gagern.
Als Landrat war Burkhardt in den folgenden Jahren für die Verfolgung politischer Dissidenten, Verbote von lokaler Zeitschriften und die Auflösung von Versammlungen verantwortlich. Er ließ im Landkreis umfangreiche Register mit Daten über Menschen jüdischer Herkunft anlegen und ordnete die Eintragung der Beinamen Israel und Sarah in Ausreiseanträgen an. Wirtschaftspolitisch war Burkhard insbesondere um die Vorantreibung des Ausbaus der Landwirtschaft auf der Rhön bemüht.
In seiner Eigenschaft als Landrat hatte Burkhardt von 1933 bis zur Auflösung dieser Körperschaft einen Sitz im Preußischen Staatsrat. Außerdem war er aufgrund seiner Landratsfunktion Mitglied im Aufsichtsrat des Überlandwerks Fulda, der Landeskreditanstalt Kassel und der Bäder AG Bad Salzschlirf.
Ebenfalls 1933 war Burkhardt zum Präsidenten des Provinziallandtages von Hessen-Nassau ernannt, dem er als einfaches Mitglied bereits seit November 1929 angehört hatte. Von 1930 bis 1933 gehörte er zudem dem Kommunallandtag Kassel an. Von Sommer 1934 bis Ende Januar 1938 war er als Stellvertreter von Karl Weinrich außerdem stellvertretender Gauleiter des Gaues Kurhessen, zuvor fungierte er bereits ab Oktober 1932 als Gauinspektor der kurhessischen Gauleitung. Im Juli 1934 trat Burkhardt im Nachrückverfahren für den ausgeschiedenen Abgeordneten Wilhelm Freiherr von Schorlemer in den nationalsozialistischen Reichstag ein, dem er bis zum März 1936 als Vertreter des Wahlkreises 14 und dann von März 1936 bis zum Ende der NS-Herrschaft im Frühjahr 1945 als Vertreter des Wahlkreises 19 (Hessen-Nassau) angehörte. Seit Ende 1934 war er zudem Mitglied des Preußischen Provinzialrates.
Mit Otto Feuerborn verfasste er einen Bericht über das Aufbauwerk Rhön, der 1948 in der SBZ in die Liste der auszusondernden Literatur aufgenommen wurde.
1939 wurde Burkhardt als Landrat in Fulda durch Otto Feuerborn ersetzt. Grund hierfür war die Nutzung seines Dienstwagens für eine private Reise.

#### Tätigkeit in der Ostverwaltung (1939 bis 1944)
Nach Ausbruch des Zweiten Weltkrieges wurde Burkhardt im deutsch besetzten Polen Kreishauptmann in Kielce im Generalgouvernement. Er unterstand in diesem Amt dem Distriktgouverneur von Radom Karl Lasch. Ab Anfang Januar 1940 wurde Burkhardt im neugeschaffenen Regierungsbezirk Hohensalza des Warthegaus als Regierungspräsident und Gauinspekteur eingesetzt. Als er sich mit Gauleiter Arthur Greiser überworfen hatte, wurde er im Juni 1944 in den Wartestand versetzt, der vorgeschobene Grund war, dass seine Tochter kirchlich geheiratet hatte.
Burkhardt befand sich 1945 in Bad Salzschlirf und wurde noch 1945 an Polen ausgeliefert.

## Schriften
- Zur Transpulvet-Therapie bei Erkrankungen der Luftwege in der Veterinärpraxis. Diss. Gießen 1929.
- Hans Burkhardt (Hrsg.), Otto Feuerborn (Hrsg.): Wir bauen auf : Ein Leistungsbericht über d. Aufbauwerk in d. Preuß. Rhön nach d. Stande vom 1. Jan. 1939. Parzeller, Fulda 1939.